# Americano do Brasil
Americano do Brasil is een gemeente in de Braziliaanse deelstaat Goiás. De gemeente telt 4.795 inwoners (schatting 2009).